# وادي المجينين
وادي المجينين هو أحد أودية غرب ليبيا ويقع جنوبي طرابلس في شعبية الجفارة الحالية. يوجد بالوادي مشروع زراعي وسد هو «سد وادي المجينين». كما يتم إنشاء مشروع قرية نموذجية تحمل اسم «قرية وادي المجينين» وتحوي 2000 وحدة سكنية.